# Ludwig Thilo
Johann Ludwig Christoph Thilo (* 1775 in Schwanebeck; † August 1854 in Breslau) war ein deutscher Philosoph, Professor und Schriftsteller. 

## Leben
Thilo war zunächst Privatdozent in Halle und wurde 1806 außerordentlicher Professor in Frankfurt a. d. Oder, 1809 ordentlicher Professor. 1811 ging er als ordentlicher Professor der Philosophie nach Breslau.
Thilo war offenbar mit Johann Wolfgang von Goethe bzw. auch dessen Genossen Friedrich Wilhelm Riemer bekannt, wie beispielsweise ein auf den 19. April 1807 datierter Brief belegt.
Einer der Studenten Thilos um 1820 in Breslau war der nachmalige Pastor Gottlob Traugott Leberecht Hirche.

## Werke
- Was ist Verfassung? Breslau 1835. (Online)

- Die Volkssouveränität in ihrer wahren Gestalt Breslau 1833. (Online)

- Der Staat Breslau 1827. (Online)

- Begriff und Eintheilung der All-Wissenschaft. Breslau 1818. (Online)
- Die Bestimmung der Universitäten. Breslau 1812.

- Die pädagogische Bestimmung des Geistlichen Frankfurt a. d. Oder 1811. (Online)